# Шри Ланка на Светском првенству у атлетици на отвореном 2019.
Шри Ланка је учествовала на 17. Светском првенству у атлетици на отвореном 2019. одржаном у Дохи од 27. септембра до 6. октобра петнаести пут. Репрезентацију Шри Ланке је представљала 1 такмичарка која се такмичила у маратону. , .
На овом првенству такмичарка Шри Ланке није освојили ниједну медаљу нити су остварили неки резултат. 

## Учесници
Жене:
- Хируни Кесара Вијаваратне — Маратон

## Резултати

### Жене
| Атлетичарка               | Дисциплина | Лични рекорд | Квалификације | Квалификације | Полуфинале | Полуфинале | Финале             | Финале             | Детаљи |
| Атлетичарка               | Дисциплина | Лични рекорд | Резултат      | Место         | Резултат   | Место      | Резултат           | Место              | Детаљи |
| ------------------------- | ---------- | ------------ | ------------- | ------------- | ---------- | ---------- | ------------------ | ------------------ | ------ |
| Хируни Кесара Вијаваратне | Маратон    | 2:43:31      |               |               |            |            | Није завршила трку | Није завршила трку |        |